# マリン・カルミッツ
マリン・カルミッツ（Marin Karmitz、1938年10月7日 ブカレスト - ）は、フランスの映画興行者、映画配給者、映画プロデューサー、映画監督であり、いわゆる「作家」のインディペンデント映画に特化した映画会社MK2の創業者である。マラン・カルミッツと誤記しがちだが、フランス名ではないので注意。

## 来歴・人物
1938年10月7日、ルーマニアの首都ブカレストに生まれる。一家はユダヤ人家庭で、9歳のときにフランスの首都パリへ移住する。
バカロレアを取得し、IDHECに入学、チーフ撮影助手になる。とりわけアニエス・ヴァルダとジャン＝リュック・ゴダールと仕事をしている。自らの作品を自らの手で演出したい欲求がつのり、ハウスプロダクション「MK2」社を設立、まずは排他的なまでに短編（とくに1969年の『Camarades』を含むカルミッツ監督作）の製作に同社は捧げられた。
同社は作品をいかに普及するかの問題にいきあたり、自ら劇場興行者になることを決意する（最初の劇場は1974年、バスティーユにオープンした）。
インディペンデント映画のプロデューサーとしての彼の役割において急速に知られ始め、エンタテインメント映画、とくにアメリカの産業に合わせたポジションをとるようになる。彼自身このように語っている。「創造なき企業、クリエイターなき企業は、記憶もなくアイデンティティもなく、社会とも一体化していない企業である。さもなければ、同一時間帯に同じ「余暇」の放送番組を観るような企業であり、墓地の企業が社会平和を保つようなものである」（『La création face aux systèmes de diffusion』からの引用）。
カルミッツはアンテルミッタン（intermittent）の運動にも助成金の文化にも、「創造と見世物とが混同された、色濃い協調組合主義（コルポラティスム、corporatisme）の闘争」にも反対を表明している。彼いわく「芸術家（artiste）とは被援助者（assisté）であるべきではない」と。
現在では、カルミッツの興行会社の保有するシネコンは11サイト（すべてパリ市内）となった。彼のおもな活動は依然映画製作であり、数年にわたって、彼は自社の映画をDVDとして供給するために映像編集を行っている。非常に興味深い映画作家のカタログである。アラン・レネ、クロード・シャブロル、フランソワ・トリュフォー、ジャック・ドワイヨン、ミヒャエル・ハネケ、ルイ・マル、チャールズ・チャップリン、そしてカルミッツ自身。
2004年の初め、メル・ギブソン監督の映画『パッション』の配給を拒絶、タラク・ベン・アマールが配給権を買い取った。
2005年10月、彼は「MK2」社とすべての子会社を退き、息子のナタナエル（Nathanaël Karmitz）に譲った。

## フィルモグラフィー
- デフォルトでは製作年の昇順に配列。作品名は50音順ソート、原題はアルファベット順ソート。
- 左3列はソートボタンが表示されていないが、見出し枠をクリックすればソート可能。
- 分類の列の空欄は長編作品。

| 監       | 製       | 他    | 作品名                                                                    | 原題                                                           | 分類              | 製作年 | 監督                           | 製作                                           | スタッフ/出演者/備考 |
| -------- | -------- | ----- | ------------------------------------------------------------------------- | -------------------------------------------------------------- | ----------------- | ------ | ------------------------------ | ---------------------------------------------- | --- |
| 助 監 督 | ／       | ／    | ／                                                                        | Les Honneurs de la guerre                                      | ／                | 1960年 | ジャン・ドヴェール             | ／                                             | 脚本/ジャン＝シャルル・タケラ カルミッツは助監督として参加 |
| 助 監 督 | ／       | ／    | 5時から7時までのクレオ                                                    | Cléo de 5 à 7                                                  | ／                | 1961年 | アニエス・ヴァルダ             | ジョルジュ・ド・ボールガール、カルロ・ポンティ | カルミッツは助監督として参加 |
| ／       | 製 作    | ／    | パリの一日                                                                | Un jour à Paris                                                | 短編              | 1962年 | セルジュ・コルベール           | カルミッツ                                     | |
| 助 監 督 | ／       | ／    | ／                                                                        | Aurelia                                                        | ／                | 1964年 | アンヌ・ダストレ               | ／                                             | カルミッツは助監督として参加 |
| 監 督    | ／       | ／    | ／                                                                        | Nuit noire, Calcutta                                           | 短編              | 1964年 | カルミッツ                     | ／                                             | 脚本/マルグリット・デュラス 出演/モーリス・ガレル |
| 監 督    | ／       | ／    | ／                                                                        | Les Idoles                                                     | 短編              | 1964年 | カルミッツ                     | ／                                             | 出演/ジョニー・アリディ、シルヴィ・ヴァルタン |
| 監 督    | ／       | ／    | ／                                                                        | Comédie                                                        | 短編              | 1966年 | カルミッツ                     | ／                                             | 脚本/サミュエル・ベケット 撮影/ピエール・ロム |
| 監 督    | 製 作    | ／    | ／                                                                        | Adolescence                                                    | ／                | 1966年 | カルミッツ                     | カルミッツ                                     | 出演/ソニア・ペトロヴナ |
| ／       | 製 作    | ／    | チュイルリー公園                                                          | Le Jardin des tuileries                                        | 短編              | 1966年 | ギー・ジル                     | カルミッツ                                     | |
| 監 督    | ／       | 脚 本 | ／                                                                        | Sept jours ailleurs                                            | 長編デビ ュー作   | 1968年 | カルミッツ                     | クロード・ルルーシュ                           | 脚本/カルミッツ |
| 監 督    | 製 作    | 脚 本 | ／                                                                        | Camarades                                                      | ／                | 1969年 | カルミッツ                     | カルミッツ                                     | 脚本/カルミッツ 撮影/ピエール＝ウィリアム・グレン 共同製作/ダニエル・ドゥロルム、クロード・ルルーシュ、ジャック・ペラン、イヴ・ロベール 出演/ジュリエット・ベルト |
| 監 督    | ／       | 出 演 | ／                                                                        | Coup pour coup                                                 | ／                | 1972年 | カルミッツ                     | ／                                             | 出演/カルミッツ 独仏合作 |
| ／       | 総 指 揮 | ／    | 勝手に逃げろ/人生                                                         | Sauve qui peut (la vie)                                        | ／                | 1980年 | ジャン＝リュック・ゴダール     | カルミッツ (製作総指揮)                        | 出演/イザベル・ユペール 撮影/ウィリアム・リュプチャンスキー、レナート・ベルタ 音楽/ガブリエル・ヤレド                                                             |
| ／       | 製 作    | ／    | 赤い影                                                                    | L'Ombre rouge                                                  | ／                | 1981年 | ジャン＝ルイ・コモリ           | カルミッツ                                     | 撮影/ウィリアム・リュプチャンスキー 音楽/ミシェル・ポルタル 英語字幕付きシネクラブ上映                                                                            |
| ／       | 製 作    | ／    | ／                                                                        | Le Mur                                                         | ／                | 1983年 | ユルマズ・ギュネイ             | カルミッツ                                     | |
| ／       | 製 作    | ／    | ル・ボン・プレジィール～大統領の秘め事 ボン・プレジール～秘め事(TV放映題) | Le Bon Plaisir                                                 | ／                | 1984年 | フランシス・ジロー             | カルミッツ                                     | 音楽/ジョルジュ・ドルリュー 東京国際映画祭上映 TV5MONDE字幕付き放映                                                                                               |
| ／       | 製 作    | ／    | 意地悪刑事                                                                | Poulet au vinaigre                                             | ／                | 1985年 | クロード・シャブロル           | カルミッツ                                     | 撮影/ジャン・ラビエ シネクラブ上映 |
| ／       | 製 作    | ／    | ノー・マンズ・ランド                                                      | No Man's Land                                                  | ／                | 1985年 | アラン・タネール               | カルミッツ                                     | 仏英スイス西ドイツ合作 フィルムセンター無字幕上映 |
| ／       | 製 作    | ／    | イザベルの誘惑                                                            | La Tentation d'Isabelle                                        | ／                | 1985年 | ジャック・ドワイヨン           | カルミッツ                                     | |
| ／       | 製 作    | ／    | 刑事ラヴァルダン                                                          | Inspecteur Lavardin                                            | ／                | 1986年 | クロード・シャブロル           | カルミッツ                                     | 仏スイス合作 特集上映のみ |
| ／       | 製 作    | ／    | 三文オペラ リオ1941                                                       | Ópera do Malandro                                              | ／                | 1986年 | ルイ・ゲーラ                   | カルミッツ                                     | |
| ／       | 製 作    | ／    | メロ                                                                      | Mélo                                                           | ／                | 1986年 | アラン・レネ                   | カルミッツ                                     | |
| ／       | 製 作    | ／    | マスク                                                                    | Masques                                                        | ／                | 1987年 | クロード・シャブロル           | カルミッツ                                     | |
| ／       | 総 指 揮 | ／    | グッドモーニング・バビロン!                                               | Good Morning, Babylon                                          | ／                | 1987年 | タヴィアーニ兄弟               | カルミッツ (製作総指揮)                        | |
| ／       | 製 作    | ／    | 幻の女                                                                    | La Vallée fantôme                                              | ／                | 1987年 | アラン・タネール               | カルミッツ                                     | 仏スイス合作 |
| ／       | 製 作    | ／    | さよなら子供たち                                                          | Au revoir les enfants (enwp)                                   | ／                | 1987年 | ルイ・マル                     | カルミッツ                                     | |
| ／       | 製 作    | ／    | 主婦マリーがしたこと                                                      | Une affaire de femmes                                          | ／                | 1988年 | クロード・シャブロル           | カルミッツ                                     | 出演/イザベル・ユペール |
| ／       | 製 作    | ／    | 人生は長く静かな河                                                        | La vie est un long fleuve tranquille                           | ／                | 1988年 | エティエンヌ・シャティリエーズ | カルミッツ                                     | 共同製作/シャルル・ガッソ |
| ／       | 製 作    | ／    | お家に帰りたい                                                            | I Want to Go Home                                              | ／                | 1989年 | アラン・レネ                   | カルミッツ                                     | |
| ／       | 総 指 揮 | ／    | タクシー・ブルース                                                        | Taxi Blues                                                     | ／                | 1990年 | パーヴェル・ルンギン           | カルミッツ (製作総指揮)                        | ソ仏合作 |
| ／       | 製 作    | ／    | ボヴァリー夫人                                                            | Madame Bovary                                                  | ／                | 1991年 | クロード・シャブロル           | カルミッツ                                     | 出演/イザベル・ユペール |
| ／       | 製 作    | ／    | ／                                                                        | L'Amour en deux                                                | ／                | 1991年 | ジャン＝クロード・ガロッタ     | カルミッツ                                     | 仏スイス・ベルギー合作 |
| ／       | 製 作    | ／    | ベティ                                                                    | Betty                                                          | ／                | 1992年 | クロード・シャブロル           | カルミッツ                                     | 特集上映のみ |
| ／       | 製 作    | ／    | トリコロール/青の愛                                                       | Trois couleurs: Bleu                                           | ／                | 1993年 | クシシュトフ・キェシロフスキ   | カルミッツ                                     | 出演/ジュリエット・ビノシュ |
| ／       | 製 作    | ／    | ジェリコー・マゼッパ伝説                                                  | Mazeppa                                                        | ／                | 1993年 | バルタバス                     | カルミッツ                                     | |
| ／       | 製 作    | ／    | トリコロール/白の愛                                                       | Trois couleurs: Blanc                                          | ／                | 1994年 | クシシュトフ・キェシロフスキ   | カルミッツ                                     | 出演/ジュリー・デルピー |
| ／       | 製 作    | ／    | 愛の地獄                                                                  | L'Enfer                                                        | ／                | 1994年 | クロード・シャブロル           | カルミッツ                                     | |
| ／       | 製 作    | ／    | トリコロール/赤の愛                                                       | Trois couleurs: Rouge                                          | ／                | 1994年 | クシシュトフ・キェシロフスキ   | カルミッツ                                     | 出演/イレーヌ・ジャコブ、ジャン＝ルイ・トランティニャン |
| ／       | 製 作    | ／    | ／                                                                        | En mai, fais ce qu'il te plaît （五月はお好きなように）        | ／                | 1995年 | ピエール・グランジュ           | カルミッツ                                     | |
| ／       | 製 作    | ／    | 沈黙の女/ロウフィールド館の惨劇                                           | La Cérémonie                                                   | ／                | 1995年 | クロード・シャブロル           | カルミッツ                                     | |
| ／       | 製 作    | ／    | ／                                                                        | Prea târziu（Too Late）                                        | ／                | 1996年 | ルチアン・ピンティリエ         | カルミッツ                                     | |
| ／       | 製 作    | ／    | 深紅の愛 DEEP CRIMSON                                                     | Profundo carmesí                                               | ／                | 1996年 | アルトゥーロ・リプスタイン     | カルミッツ                                     | 仏メキシコ・スペイン合作 |
| ／       | 製 作    | ／    | ／                                                                        | Les Médiateurs du Pacifique                                    | ドキュメ ンタリー | 1997年 | シャルル・ベルモン             | カルミッツ                                     | |
| ／       | 製 作    | ／    | 最後の賭け                                                                | Rien ne va plus                                                | ／                | 1997年 | クロード・シャブロル           | カルミッツ                                     | |
| ／       | 製 作    | ／    | サイレンス                                                                | Sokout（Le Silence）                                           | ／                | 1998年 | モフセン・マフマルバフ         | カルミッツ                                     | イラン仏タジキスタン合作 |
| ／       | 製 作    | ／    | ／                                                                        | Terminus paradis                                               | ／                | 1998年 | ルチアン・ピンティリエ         | カルミッツ                                     | |
| ／       | 製 作    | ／    | りんご                                                                    | Sib                                                            | ／                | 1998年 | サミラ・マフマルバフ           | カルミッツ                                     | 仏蘭イラン合作 |
| ／       | 製 作    | ／    | 嘘の心                                                                    | Au cœur du mensonge                                            | ／                | 1999年 | クロード・シャブロル           | カルミッツ                                     | |
| ／       | 製 作    | ／    | 少年たち                                                                  | Petits frères                                                  | ／                | 1999年 | ジャック・ドワイヨン           | カルミッツ                                     | 特別上映 |
| ／       | 製 作    | ／    | 風が吹くまま                                                              | Bād mā rā khāhad bord （Le vent nous emportera）               | ／                | 1999年 | アッバス・キアロスタミ         | カルミッツ                                     | |
| ／       | 製 作    | ／    | ／                                                                        | Cours toujours                                                 | ／                | 2000年 | ダント・ドザルト               | カルミッツ                                     | |
| ／       | 製 作    | ／    | 啓示と奇蹟                                                                | Signs & Wonders                                                | ／                | 2000年 | ジョナサン・ノシター           | カルミッツ                                     | |
| ／       | 製 作    | ／    | コード・アンノウン                                                        | Code inconnu: Récit incomplet de divers voyages                | ／                | 2000年 | ミヒャエル・ハネケ             | カルミッツ                                     | 出演/ジュリエット・ビノシュ 仏独ルーマニア合作 |
| ／       | 製 作    | ／    | 甘い罠                                                                    | Merci pour le chocolat                                         | ／                | 2000年 | クロード・シャブロル           | カルミッツ                                     | |
| ／       | 製 作    | ／    | ABCアフリカ                                                               | ABC Africa                                                     | ／                | 2001年 | アッバス・キアロスタミ         | カルミッツ                                     | |
| ／       | 製 作    | ／    | イカレた一夜                                                              | fr:Carrément à l'ouest                                         | ／                | 2001年 | ジャック・ドワイヨン           | カルミッツ                                     | |
| ／       | 製 作    | ／    | ケドマ 戦禍の起源                                                         | Kedma                                                          | ／                | 2002年 | アモス・ギタイ                 | カルミッツ                                     | 仏伊イスラエル合作 |
| ／       | 製 作    | ／    | ／                                                                        | Matir moina （L'Oiseau d'argile）                              | ／                | 2002年 | タレク・マスード               | カルミッツ                                     | 仏パキスタン・バングラデシュ合作 |
| ／       | 製 作    | ／    | 10話                                                                      | Ten                                                            | ／                | 2002年 | アッバス・キアロスタミ         | カルミッツ                                     | |
| ／       | 製 作    | ／    | アパートメント5C室                                                        | Apartment #5C                                                  | ／                | 2002年 | ラファエル・ナジャリ           | カルミッツ                                     | 米仏イスラエル合作 |
| ／       | 製 作    | ／    | 悪の華                                                                    | La Fleur du mal                                                | ／                | 2003年 | クロード・シャブロル           | カルミッツ                                     | |
| ／       | 製 作    | ／    | 5 five 〜小津安二郎に捧げる〜                                             | Five Dedicated to Ozu                                          | ／                | 2003年 | アッバス・キアロスタミ         | カルミッツ                                     | 日仏イラン合作 共同製作NHK |
| ／       | 製 作    | ／    | アンデスマ氏の午後                                                        | L'Après-midi de Monsieur Andesmas                              | ／                | 2004年 | ミシェル・ポルト               | カルミッツ                                     | 原作/マルグリット・デュラス |
| ／       | 製 作    | ／    | ／                                                                        | 10 on Ten                                                      | ドキュメ ンタリー | 2004年 | アッバス・キアロスタミ         | カルミッツ                                     | 仏イラン合作 |
| ／       | 製 作    | ／    | 女は男の未来だ                                                            | Yeojaneun namjaui miraeda （La Femme est l'avenir de l'homme） | ／                | 2004年 | ホン・サンス                   | カルミッツ                                     | 仏韓合作 |
| ／       | 製 作    | ／    | 映画館の恋                                                                | Geuk jang jeon （Conte de cinéma）                             | ／                | 2005年 | ホン・サンス                   | カルミッツ                                     | 仏韓合作 |
| ／       | 製 作    | ／    | ／                                                                        | Daddy, Daddy USA                                               | ／                | 2005年 | ピエール・ホジスン             | カルミッツ                                     | |
| ／       | 製 作    | ／    | パラノイド・パーク                                                        | Paranoid Park                                                  | ／                | 2007年 | ガス・ヴァン・サント           | カルミッツ                                     | 米仏合作 |
| ／       | 総 指 揮 | ／    | トスカーナの贋作                                                          | Copie conforme                                                 | ／                | 2008年 | アッバス・キアロスタミ         | カルミッツ (製作総指揮)                        | 仏イラン合作 |
| ／       | 製 作    | ／    | 夏時間の庭                                                                | L'Heure d'été                                                  | ／                | 2008年 | オリヴィエ・アサヤス           | カルミッツ                                     | 出演/ジュリエット・ビノシュ、シャルル・ベルリング |